# Shelbie Bruce
Shelbie Carole Bruce (Brownsville, Texas, 12 de noviembre de 1992) es una actriz estadounidense conocida por su rol en la película Spanglish.

## Biografía
Nació en Brownsville, Texas, pero más tarde se trasladó a California donde comenzó con su carrera de actriz.
Apareció como actriz invitada en programas como ER, Ned's Declassified School Survival Guide, y Romeo!.
Se formó como una pequeña modelo, educada en casa, y con fluidez para hablar inglés y español. Ella obtuvo su gran oportunidad cuando actuó en la película de Adam Sandler, Spanglish, en la que interpretó a la hija de una trabajadora doméstica.
Más tarde firmaría un acuerdo con Claire's Boutique para tener su propia línea de joyerías, la cual fue lanzada el 8 de septiembre de 2006. Además apareció en un número de la revista "Miss Quince Magazine", la cual trata de la planificación de las quinceañeras. También ha demostrado ser una gran cantante, al subir videos a You Tube, cantando canciones originales.
Shelbie es parte española y mexicana por parte de su madre, y parte escocesa y nativo americana por parte de su padre. Se considera a sí misma una "Mexicana Americana". Es católica y dice que las dos cosas más importantes de su vida son su familia y Jesucristo.